# Koerin
Een Koerin (Oekraïens: курінь) was een militair-administratieve eenheid van de Zaporozka Sitsj, die tussen de 16e en 18e eeuw bestond uit ongeveer duizend Kozakken.
Tijdens de Tweede Wereldoorlog werd de basis gevechtseenheid van het Oekraïense Opstandelingenleger (OePA) koerin genoemd. Het was ook de 11e laagste Kozakkenrang.

## Zaporozje Legioen
In het Zaporozje Legioen was een koerin een militair-administratieve eenheid gelijk aan een bataljon van vier- tot achthonderd leden, verdeeld in drie of vier sotnias. De Otamans (Hetman) van de koerins vormden de Sitsj die werd voorgezeten door de Sitsj Otaman. De 40 duizend Zaporozje-Kozakken waren verdeeld over 38 koerins (dorpen, met elk 100 huizen) in de Zaporozka Sitsj. Bij de verhuizing naar Koeban werden er twee extra koerins toegevoegd en bleef de samenstelling van het Zwarte Zee-kozakkenleger een traditionele Sitsj. De koerins vestigden zich op het schiereiland Taman en de landen tussen de Koeban-rivier en de Zee van Azov. Elke koerin had zijn eigen naam, meestal volgens de naam van de plaats, of de plaatsnaam van waar de eerste kameraden die een koerin oprichtten naar Zaporizja kwamen. Sommige koerins werden genoemd naar een beroemde koerin-kameraad of de eerste Otaman van de koerin. De koerins bestonden enkel uit alleenstaande Kozakken die het recht hadden om in de Sitsj te leven. Aan het hoofd van de koerin stond een koerin Otaman. De Otaman werd gekozen door de Koerin Kozakkenraad. Hij had brede militair-bestuurlijke bevoegdheden en besliste in enkele rechtszaken. Elke koerin had zijn eigen boerderij, visgronden, jachtgronden, graasschuren voor vee, pakhuizen, hammen, banken en marktkraampjes en boten en sloegen hun eigendommen op in de schatkist van de koerin.
Volgens Matsievskyi en anderen bestonden koerins al in de 16e eeuw. De bekende lijst van 38 koerins werd samengesteld met Oekraïense plaatsnamen onder Bohdan Chmelnytsky. Iedereen die tot de Kozakken werd toegelaten, werd opgenomen in de rekenkamer (register) van een zekere koerin.
De divisies van het Zaporizja-leger werden koerinyas genoemd vanwege het feit dat de kozakken in de vroege dagen van het bestaan van de Zaporozka Sitsj in koerinyas woonden. Die hutten waren lang, zodat elk enkele honderden leden van het gezelschap kon bevatten, en ze waren bedekt met riet en bovenop ook met dierenhuiden, zodat het in de winter warmer zou zijn. En hoewel de Zaporozje-Kozakken vanaf het begin van de 17e eeuw in lange huizen woonden, werden zelfs die huizen koerinya genoemd, omdat de Zaporizja-bevolking aan die naam gewend was geraakt. Voor de Zaporozka Sitsj kozen de Zaporozje-Kozakken altijd een droge en hoge plaats aan de oevers van de Dnjepr of een van de zeestraten en bouwden er lange hutten (koerin) omheen, terwijl ze een plein in het midden van die plaats lieten.
Wanneer het Zaporozje-Kozakkenleger een veldtocht over land begon, werd het niet in koerins verdeeld, maar in regimenten (Palankas) zodat het uit kozakken van drie of vier koerins bestond. 
Elk jaar op 1 januari werd in de Sitsj een raad bijeengeroepen, waaraan alle Zaporozje-kozakken met gelijke rechten deelnamen, en op die raad koos elke koerin een Otaman en een kok voor het hele jaar, waarna alle koerin gezamenlijk een Sitsj Otaman kozen. Daarnaast kozen ze een militaire rechter, een griffier, esaul, penningmeester, schutter, dovbysj, cornet, bosoezjny en andere regeringsfunctionarissen. De raad had brede militair-bestuurlijke bevoegdheden en besliste in enkele rechtszaken. De koerin Otaman bewaarde de schatkist, was verantwoordelijk voor de brandstof en het voedsel, hield de lijsten bij en hield de bewegingen van de Kozakken in de gaten.

## Leger van de Oekraïense Volksrepubliek
De eerste militaire formatie van de Oekraïense Sitsj-schutters van het leger van de Oekraïense Volksrepubliek, in de regio Dnipro - de Halytsky-Bukovynsky koerin van de Oekraïense Sitsj Schutters - werd gevormd in Kiev in 1917 en bestond aanvankelijk uit Oekraïners uit Galicië en Boekovina, krijgsgevangenen uit het Oostenrijks-Hongaars leger die vrijwillig instemden om de Oekraïense Centrale Rada te verdedigen tegen de bolsjewistische aanval. De koerin-commandant was Hryhoriy Lysenko. De Oekraïense Sitsj Schutters werden aanvankelijk georganiseerd in koerins, die later werden uitgebreid. Na de staatsgreep van Pavlo Skoropadsky werden de koerins ontbonden.

## Overig
In het Kozakken Hetmanaat maakte de koerin deel uit van een sotnia bestaande uit 10 tot 40 Kozakken.